# Kunsttext
Ein Kunsttext ist eine gültige Fassung eines österreichischen Gesetzes, die nach In-Kraft-Treten durch Novellen ergänzt wurde. Kunsttexte sind in diesem Zusammenhang Dokumentationen, die dem Wortlaut der Rechtsvorschriften im Bundesgesetzblatt für die Republik Österreich untergeordnet sind. Der Kunsttext wird ggf. mit Anmerkungen versehen.
Der Kunsttext ist für die Überprüfung der Rechtsförmlichkeit der Urfassung von Gesetzen (zu einem bestimmten Zeitpunkt) grundlegend zu nutzen.